# Якоб III фон Баден-Хахберг
Якоб III фон Баден (на немски: Jakob III von Baden; * 26 май 1562, † 17 август 1590) от Дом Баден, е маркграф на Баден-Хахберг от 1584 до 1590 г. в Емендинген.

## Живот
Той е вторият син на маркграф Карл II фон Баден-Дурлах (1529 – 1577) и втората му съпруга Анна фон Велденц (1540 – 1586), дъщеря на пфалцграф Рупрехт фон Велденц.
На 1 януари 1590 г. Якоб III дава градски права на Емендинген. След смъртта му през 1590 г. Маркграфство Баден-Хахберг отива обратно на най-големия му брат Ернст Фридрих († 1604).

## Фамилия
Якоб се жени на 6 септември 1584 г. за богатата наследничка Елизабет от Паландт-Кулемборг (* 1567, † 8 май 1620), дъщеря на граф Флоренц I от Паландт-Кулемборг (1537 – 1598). Те имат децата:
- Анна (1585 – 1649), омъжва се 1607 за граф Волрад IV фон Валдек-Айзенберг (1588 – 1640)
- Ернст Карл (*/† 1588)
- Якобеа (1589 – 1625)
- Ернст Якоб (1590 – 1591)